# Vincent Yator
Vincent Kipsegechi Yator (11 juli 1989) is een Keniaanse langeafstandsloper. Hij liep enkele wedstrijden in Nederland.

## Loopbaan
In 2008 werd Yator zesde op de 5000 m bij de wereldkampioenschappen voor junioren. In 2009 werd hij tweede bij de Fortis Singelloop Utrecht. Zijn tijd van 27.34 werd alleen onderboden door Leonard Komon, die in 27.10 over de finish kwam.
In 2010 werd hij in eigen land op dezelfde afstand tweede op de Afrikaanse kampioenschappen. In 2011 won hij de 4 Mijl van Groningen in een parcoursrecord en tevens wereldbesttijd van 17.06,0.
De jaren daarna richtte hij zich vooral op de halve marathon en de marathon. Hij werd in 2017 derde in de marathon van Honolulu.

## Persoonlijke records
Baan
| Afstand        | Prestatie | Datum            | Plaats  |
| -------------- | --------- | ---------------- | ------- |
| 3000 m         | 7.46,34   | 17 juli 2009     | Parijs  |
| 5000 m         | 13.04,50  | 19 augustus 2010 | Zürich  |
| 10.000 m       | 27.51,0   | 11 juli 2015     | Nairobi |
| 3000 m steeple | 8.29,07   | 1 juni 2009      | Hengelo |

Weg
| Afstand        | Prestatie | Datum             | Plaats   |
| -------------- | --------- | ----------------- | -------- |
| 10 km          | 27.34     | 27 september 2009 | Utrecht  |
| 15 km          | 42.43     | 19 april 2015     | Yangzhou |
| 20 km          | 56.52     | 19 april 2015     | Yangzhou |
| halve marathon | 59.55     | 19 april 2015     | Yangzhou |
| marathon       | 2:10.38   | 10 december 2017  | Honolulu |

## Palmares

### 3000 m
- 2010: 5e IAAF/VTB Bank Continental Cup - 7.57,46

### 5000 m
- 2008: 6e WJK - 13.35,67
- 2010:  Afrikaanse kamp. - 13.30,53
- 2010: 4e Gemenebestspelen - 13.37,02

### 10 km
- 2009:  Singelloop Utrecht - 27.34

### 10 Eng. mijl
- 2010:  Bupa Great South Run - 47.28
- 2012: 11e Tilburg Ten Miles - 47.17

### halve marathon
- 2013: 9e City-Pier-City Loop - 1:02.12
- 2015:  halve marathon van Parijs - 1:00.12
- 2015:  halve marathon van Alicante - 1:00.15
- 2015: 4e halve marathon van Yangzhou - 59.55
- 2017: 9e halve marathon van Praag - 1:01.40
- 2017: 6e halve marathon van Istanboel - 1:01.01

### marathon
- 2013: 7e marathon van Hamburg - 2:13.57
- 2013: 13e marathon van Amsterdam - 2:13.04
- 2013:  marathon van Honolulu - 2:10.38

### overige
- 2011:  4 Mijl van Groningen - 17.06,0
- 2015: 8e Marseille-Cassis (20 km) - 1:01.49